# Гайнершайд (комуна)
Гайнершайд (люксемб. Hengescht, фр. Heinerscheid, нім. Heinerscheid) — комуна Люксембургу. Входить до складу кантону Клерво в окрузі Дикірх.

## Географія
Площа території комуни складає 33,99 км² (13-е місце за цим показником серед 116 комун Люксембургу).
Висота найвищої точки комуни над рівнем моря становить 542 метрів (5-е місце за цим показником серед комун країни), найнижчої — 276 метрів (85-е місце).

## Демографія
Станом на 2011 рік на території комуни мешкало 1 201 ос.
Динаміка чисельності населення:

## Адміністративний поділ
До складу комуни входять такі поселення:
| Поселення   | Населення за даними переписів: | Населення за даними переписів: | Населення за даними переписів: |
| Поселення   | на 31.03.1981                  | на 01.03.1991                  | на 15.02.2001                  |
| ----------- | ------------------------------ | ------------------------------ | ------------------------------ |
| Фішбах      | 112                            | 108                            | 104                            |
| Ґріндгаузен | 24                             | 18                             | 23                             |
| Гайнершайд  | 308                            | 282                            | 403                            |
| Гупперданж  | 204                            | 194                            | 197                            |
| Кальборн    | 55                             | 48                             | 54                             |
| Лілер       | 151                            | 166                            | 168                            |